# Luanchuanraptor
Luanchuanraptor (Luanchuanraptor henanensis) to nowy dinozaur z rodziny dromeozaurów opisany w 2007 roku przez Lü i współpracowników. Jest pierwszym dromeozaurem znalezionym poza obszarami pustyni Gobi. Nazwa Luanchuanraptor oznacza "Rabuś z Luanchuan".

## Wielkość
- Długość: około 1,5 metra;
- Wysokość: około 0,6 metra;
- Waga: około 12 kg.

## Występowanie
- Czas: późna kreda około 70-85 mln lat temu;
- Miejsce: Azja, Chiny

## Gatunki
- Luanchuanraptor henanensis 2007